# 高岭站
高岭站是一个沈山线上的铁路车站，位于辽宁省绥中县高岭镇，建于1897年，目前为四等站，邮政编码为121704。目前客运：办理旅客乘降；行李、包裹托运；货运：办理整车、零担货物发到；不办理罐装危险货物发到。